# نيك دينتون
نيك دينتون (بالإنجليزية: Nick Denton)‏ هو صحفي بريطاني، ولد في 24 أغسطس 1966 في هامبستاد في المملكة المتحدة.

## وصلات خارجية
- نيك دينتون على موقع إن إن دي بي (الإنجليزية)